# Station Preston Park
Preston Park is een spoorwegstation van National Rail in Brighton, Brighton and Hove in Engeland. Het station is eigendom van Network Rail en wordt beheerd door Southern. 